# Polska Organizacja Zbrojna
Polska Organizacja Zbrojna (następnie Polska Organizacja Zbrojna  „Znak”) – organizacja konspiracyjna działająca od października 1939. Początkowo założona w Łowiczu, następnie objęła działaniem większość województw centralnej Polski. W 1942 została scalona z Armią Krajową.

## Historia
Organizacja POZ powstała w październiku 1939, założona przez oficerów i podoficerów 10 pułku piechoty w Łowiczu, pod dowództwem kpt. Bolesława Aleksandra Pałczyńskiego „Bolek”. Od października 1939 do kwietnia 1940 organizacje POZ powstały w Łęczycy, Kutnie i Skierniewicach. Powstała również w Warszawie i powiecie warszawskim. W kwietniu 1940 doszło do połączenia POZ z Chłopską Organizacją Wolności „Racławice”, uznając że „Racławice” zajmą się stroną polityczną, zaś POZ stroną wojskową działań.
W kwietniu 1940 powołano Komendę Główną Polskiej Organizacji Zbrojnej w składzie:
- komendant - kpt. dypl. Kazimierz Różycki, „Grot” (poprzednio komendant oddziałów zbrojnych „Racławic”);
- szef Sztabu - por. Janusz Piechocki „Janusz”, „Okularnik”, „Szron”, „Świst”.
- Wydział I Organizacyjnego - kierownik por. Mirosław Czajkowski
- Wydział II Wywiadu - kierownik kpt. Paweł Kochmański „Grom”, „Rola”, następnie por. Stanisław Kaczor „Filip”;  Zastępca kierownika Wydziału II - por. Janusz Kulesza „Szmit”;
- Płatnik - Artur Pieńkowski;
- Kierownik legalizacji - Jan Słomski, „Puca”; "Janusz Żabowski" [1]
- szef prasy POZ - Józef Żabowski „Józek” [1]
- członek Komendy Głównej i komendant okręgu Warszawa Miasto - kpt. Wacław Janaszek „Jaryna”, „Radomski”, „Bolek”;
- członek Komendy Głównej – por. Wacław Chojna „Horodyński”, „Młotek”, „Świerczyński”; szef II Oddziału – wywiad i kontrwywiad; od XII 1941 komendant powiatu warszawskiego: Radość, Pruszków, Włochy, Ożarów, Rembertów, Legionowo, Piastów;
- członek Komendy Głównej i komendant okręgu Warszawa Województwo - kpt. Bolesław Aleksander Pałczyński „Bolek”;
- członkowie Komendy Głównej: por. Barbasiewicz „Śmierczyński”, kpt. Stanisław Sieczkowski, Paweł Kochmański i Zenon Federowicz, „Akerman”
- komendant Okręgu Częstochowsko-Kieleckiego - por. Tadeusz Więckowski, następnie rtm. Franciszek Blechowski „Sarna”;
- komendant Okręgu Lublin - Franciszek Trojanowski „Trybunalski”;
- komendant Okręgu Mazowsze (Włocławek, Płock, Kutno, Gostynin) - kpt. Mieczysław Teodorczyk „Roman”, „Namur”[2]. W początkach 1941 komendantem organizacji śląskiej został Ludosław Drozdowski.

Po zjednoczeniu z CHOW „Racławicami”, organizacja POZ objęła: Warszawę, województwo warszawskie, krakowskie, lubelskie, kieleckie (Okręg Częstochowsko-Kielecki), północną cześć Mazowsza oraz sąsiadujące z tym terenem powiaty, zaliczane do Pomorza powiaty Rypin i Lipno.
W 1940 do POZ przyłączyły się Wojskowa Organizacja Wolności „Znak”, opierająca swoją działalność na Związku Oficerów Rezerwy i Związku Polskiej Młodzieży Demokratycznej. Od tego czasu przyjęto nazwę Polska Organizacja Zbrojna „Znak". W sierpniu 1940 do POZ „Znak” przyłączyła się część organizacji Związku Czynu Zbrojnego (Okręgi: Warszawski, Lubelski i Kielecki). W II połowie 1940 do POZ „Znak” przyłączyła się oparta na członkach PPS, Polska Organizacja Bojowa, działająca na terenie województwa łódzkiego.
Struktura POZ „Znak” opierała się na okręgach, odpowiadających województwom i komendach powiatowych, które miały organizować bataliony, składające się z kompanii, a te z plutonów. Pluton miał się składać z trzech drużyn, a te z dwóch sekcji liczących po 5 osób. Rozwinięto również działalność wydawniczą. Wydawano pisma: „Wojsko i Niepodległość”, „Żołnierz Polski” i „Dwa Dni”.
W lutym 1941, na Komendanta Głównego POZ „Znak” w ramach przygotowania do akcji scaleniowej został wyznaczony przez Komendanta Głównego ZWZ ppłk Hieronim Suszczyński, który prawdopodobnie funkcję tę objął w kwietniu 1941. W sierpniu 1942 rozpoczęło się scalenie okręgów POZ „Znak” z Armią Krajową. Przekazano do AK 21 560 żołnierzy (oficerów, podoficerów i szeregowych) zorganizowanych w 614 plutonach. M.in. w ramach obwodu Warszawa-Śródmieście z POZ „Znak” przekazano do AK 25 plutonów zorganizowanych w 11 kompaniach (1190 żołnierzy, w tym 145 kobiet), dowodzonych przez kpt. Stanisława Steczkowskiego „Zagończyk” Scalono wówczas batalion „Vistula” (jako I batalion), batalion im. W. Łukasińskiego (jako II batalion), oraz dwie kompanie, które utworzyły III Batalion „Chrobry”. Proces scalenia został zakończony na początku 1943.

## Upamiętnienie
Od września 2007 imię Polskiej Organizacji Zbrojnej nosi Publiczne Gimnazjum w Bodzanowie. W miejscowości tej 18 września 1942 doszło do egzekucji 13 członków POZ, co upamiętniono w 1946 pomnikiem, i w 2007 tablicą przed szkołą.